# 在日朝鲜人和韩国人
在日韩国人和朝鲜人泛指在日本居住的大韩民国籍或朝鮮籍人士，据2024年统计，在日朝鮮籍人有2.3万，在日韩国国民有40.9万。
需要注意的是，在日韓國朝鮮人的國籍與其個人的政治立場並不一定相關。有不少在日韓国人雖然為韓國国籍，但由於從小接受朝鮮總聯提供的民族教育而更為支持朝鮮民主主義人民共和國。例如鄭大世由於其父擁有韓國國籍而持有韓國護照，但其政治傾向認同朝鮮民主主義人民共和國，並曾代表該國參加2010年世界杯足球賽。

## 与韩裔和朝鲜裔日本人的区别
韓裔和朝鮮裔日本人指的是加入日本国籍的朝鲜人。目前韓裔和朝鮮裔日本人有36万人。

## 历史
| 本籍地     | 人數    | %       |
| ---------- | ------- | ------- |
| 慶尚南道   | 148,496 | 27.2    |
| 慶尚北道   | 109,702 | 20.1    |
| 濟州道     | 86,231  | 15.8    |
| 首爾特別市 | 60,161  | 11.0    |
| 全羅南道   | 35,418  | 6.5     |
| 京畿道     | 32,160  | 5.9     |
| 釜山廣域市 | 25,103  | 4.6     |
| 忠清南道   | 10,306  | 1.9     |
| 全羅北道   | 9,521   | 1.7     |
| 忠清北道   | 8,531   | 1.6     |
| 江原道     | 4,365   | 0.8     |
| 光州廣域市 | 2,314   | 0.4     |
| 大田廣域市 | 2,267   | 0.4     |
| 咸鏡南道   | 586     | 0.1     |
| 平安南道   | 573     | 0.1     |
| 黄海道     | 530     | 0.1     |
| 平安北道   | 340     | 0.1     |
| 咸鏡北道   | 286     | 0.1     |
| 平壤市     | 87      |         |
| 黄海南道   | 25      |         |
| 開城市     | 17      |         |
| 兩江道     | 13      |         |
| 慈江道     | 12      |         |
| 黄海北道   | 9       |         |
| 其他       | 7,100   | 1.3     |
| 不詳       | 1,248   | 0.2     |
| 總計       | 545,401 | 545,401 |

早在西元3世紀，就有到日本發展的朝鮮民族，他们被称为渡來人（百济人），後來，在16世紀的萬曆朝鮮戰爭中，又有一批朝鲜半岛工匠、技師、商人被丰臣秀吉等日軍將領挟持回日本，也有一部分朝鲜族是自愿被招募至日本做劳工的。
1910年8月，日本帝國以《日韓合併條約》之名正式吞併朝鮮半島。朝鲜半岛与台灣島、关东州、桦太厅等地一样成为日本统治的外地。此后，許多朝鮮半岛人移居到日本本土（或称内地）去尋求更好的發展。在第二次世界大戰期間，部分朝鮮半岛人被招去內地當廉價勞工（另一些是慰安婦）。虽然，內地人、朝鲜人同是“日本臣民”，但日本政府区别对待。居于日本本土的内地朝鲜人和半岛朝鲜人待遇亦不相同。1922年，颁布“朝鲜户籍令”，不允许朝鲜人转入、加入內地户籍，以区分内地朝鲜人和內地人。1925年，内地朝鲜人拥有地方级选举权及被选举权。半岛朝鲜人则无此类权利。
1945年8月，日本无条件投降，并丧失所有殖民地主权。与其它外地居民一样，半岛朝鲜人失去日本国籍。当时，日本本土总计有200万朝鲜人。其中，140万人陆续返回朝鲜半岛，包括他们出生于日本本土的子女，以韩国第十七任总统李明博为代表。其余60万人仍留于日本本土。1948年，朝鲜民主主义人民共和国、大韩民国相继建国。朝鲜半岛之外的朝鲜人由此被分别归属两国国籍。而自1945年后，仍留居日本本土的朝鲜人和台湾人，则被日本政府逐渐剥夺公民待遇。1945年12月，停止朝鲜人的选举权和被选举权。1947年5月，发布《外国人登录法》，第11条规定，朝鲜人和台湾人是外国人。根据此法，在日朝鲜人必须向当地政府登记，并随身携带登录证。1950年的《日本国籍法》采取父系血统主义。规定只有出生时，生父是日本人的人士才能取得日本国籍。生母是日本人，只有不知生父或父亲无国籍的情况下，才能取得日本国籍。《旧金山和约》生效的1952年4月28日，由于朝鲜半岛和台湾岛已非日本领土，根据日本政府相关文件，朝鲜人和台湾人被彻底剥夺日本国籍。此后，在日朝鲜人在个人身份选择上，共有四种：日本国籍、朝鲜民主主义人民共和国国籍、大韩民国国籍、无国籍。部分朝鲜族选择加入大韩民国国籍，部分朝鲜族选择保留朝鮮籍（由於日本不承認朝鮮民主主義人民共和國是一個國家，因此拒絕加入大韓民國國籍的朝鮮族人士均被登記為「朝鮮籍」，他們實際上為無國籍狀態），也有部分朝鲜族选择加入日本国籍。
日本戰敗後，日本政府依仗盟軍最高司令部之支持，於1948年發布通告，以在日朝鮮人是日本國籍為由要求他們接受日本之教育，而計劃關閉（在日朝鮮人）民族學校:202。幾乎所有學校遭到關閉、取消；可是在日朝鮮人繼續為保護自己之民族教育而戰鬥，自主再建民族學校:202。
二次大戰後數十年之間，大量朝鮮人在日本落地生根，但是由于“在日朝鲜人学校”始终坚持向在日朝鲜人灌输“向最高领袖尽忠（金日成家族）”政治思想，使他們难以完全融入於日本社會；隨著他們的後裔繁衍，因而引申出他們自我身份模糊、難以融入社區生活等等的眾多社會問題，而這些社會問題又加深了日本人對他們的厌恶。
在20世纪50年代，旅日朝鲜人总联合会呼吁朝鲜人返回“社会主义人间天堂”、地上樂園北朝鲜居住。此举被民团强烈反对。大约有87,000名在日朝鲜人和6,000多日本配偶返回了朝鲜。日本有调查显示，在返回的人中，有大约1万人被送入监狱或集中營。
近年，亦有相當多的大韓民國國民移民到日本發展，他們多是在商業、科技業上追求成就者。
在日朝鲜与韩国人所生的子女，除非其父母有一方具有日本国籍，否则虽出生在日本，但仅具有永久居留权，其本人若想获得日本国籍必须归化。